# Loek Beernink
 (octobre 2018).
Si vous disposez d'ouvrages ou d'articles de référence ou si vous connaissez des sites web de qualité traitant du thème abordé ici, merci de compléter l'article en donnant les références utiles à sa vérifiabilité et en les liant à la section « Notes et références ».
Anne-Loek Beernink, dite Loek Beernink, née le 6 mars 1986 à Aalten, est une actrice et chanteuse néerlandaise.

## Filmographie
- 2006-2009 : Het Huis Anubis (nl) : Nienke Martens[2]
- 2008 : Anubis en het pad der 7 zonden (nl) de Dennis Bots : Nienke Martens[3]
- 2009 : Anubis en de wraak van Arghus (nl) de Dennis Bots : Nienke Martens[4]
- 2010 : Het Huis Anubis en de terugkeer van Sibuna! (nl) de Dennis Bots : Nienke Martens[5]
- 2012 : Closing time  : Sophie
- 2013 : Rode Gordijnen de Richard Valk[6]
- 2014 : Her innerview : Cecile Margotti
- 2015 : Helden : Barista
- 2017 : Lovers only : Her

## Discographie
Albums studio
- 2007 : Het huis Anubis (sorti le 1er octobre 2007)[7]